# Popotla

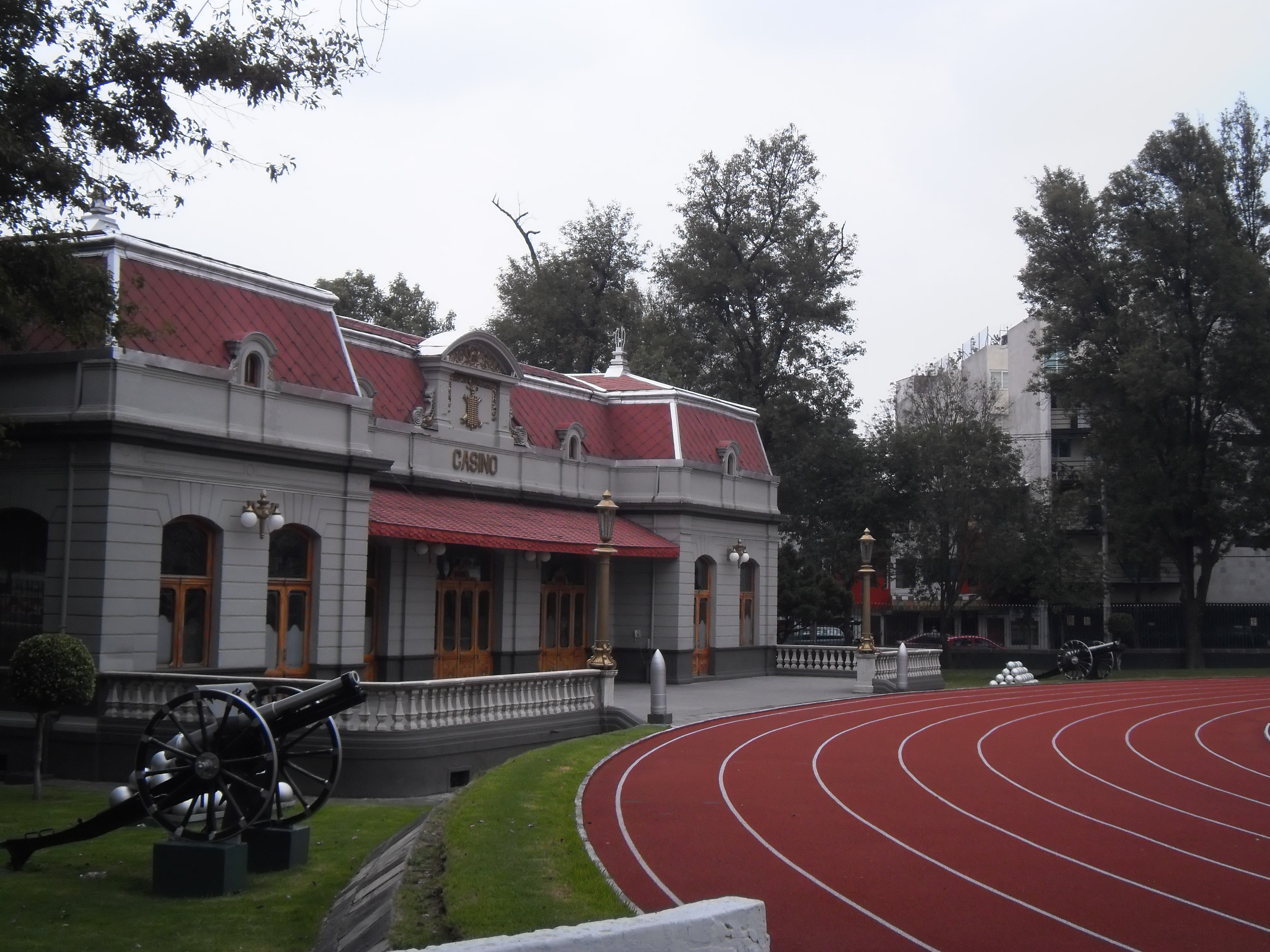
Casino del Colegio Militar

Popotla, también barrio de Popotla, es una colonia semiresidencial ubicada en la alcaldía Miguel Hidalgo de la Ciudad de México. Su trazo original corresponde a un pequeño pueblo de origen prehispánico, el cual fue absorbido por la ciudad a mediados del siglo XX debido al crecimiento de la mancha urbana hacia el poniente del Valle de México. Destaca por conservar algunos ejemplos de arquitectura habitacional y de veraneo de finales del siglo XIX y principios del XX, así como los restos de un ahuehuete en donde según la tradición, Hernán Cortés lamentó la derrota de su ejército en 1520 después de la batalla de la Noche Triste.

## Ubicación y nomenclatura
La colonia tiene como límites la Avenida Ferrocarriles Nacionales y la zona industrial de San Salvador Xochimanca al norte, la avenida Felipe Carrillo Puerto y la Colonia Anáhuac al sur, la colonia Nextitla (cuya área es residencial), el Casco de Santo Tomás, el deportivo Plan Sexenal y la avenida Plan de Guadalupe al este,  y la avenida Cuitláhuac, Mar Tirreno y la colonia Tacuba al oeste. 
La colonia se divide en dos secciones: la primera sección, la cual corresponde a la zona noreste y noroeste, y la segunda sección, la cual corresponde a la zona sur. Históricamente, la primera sección es considerada como la zona residencial de la colonia, así como de las zonas aledañas, mientras que la sección dos se considera como una zona popular, esto debido a las condiciones demográficas de sus habitantes, a sus características socioeconómicas, a las características urbanas que presentan y a la riqueza arquitectónica de ambas zonas. 
Las principales vialidades que atraviesan la colonia son la calzada México Tacuba, la Avenida Cuitláhuac y la Avenida Mariano Escobedo.
Las calles de esta colonia reciben nombres de mares conocidos en la antigüedad, como Mar Mediterráneo, Mar Negro, Mar de Mármara, etcétera.

## Etimología

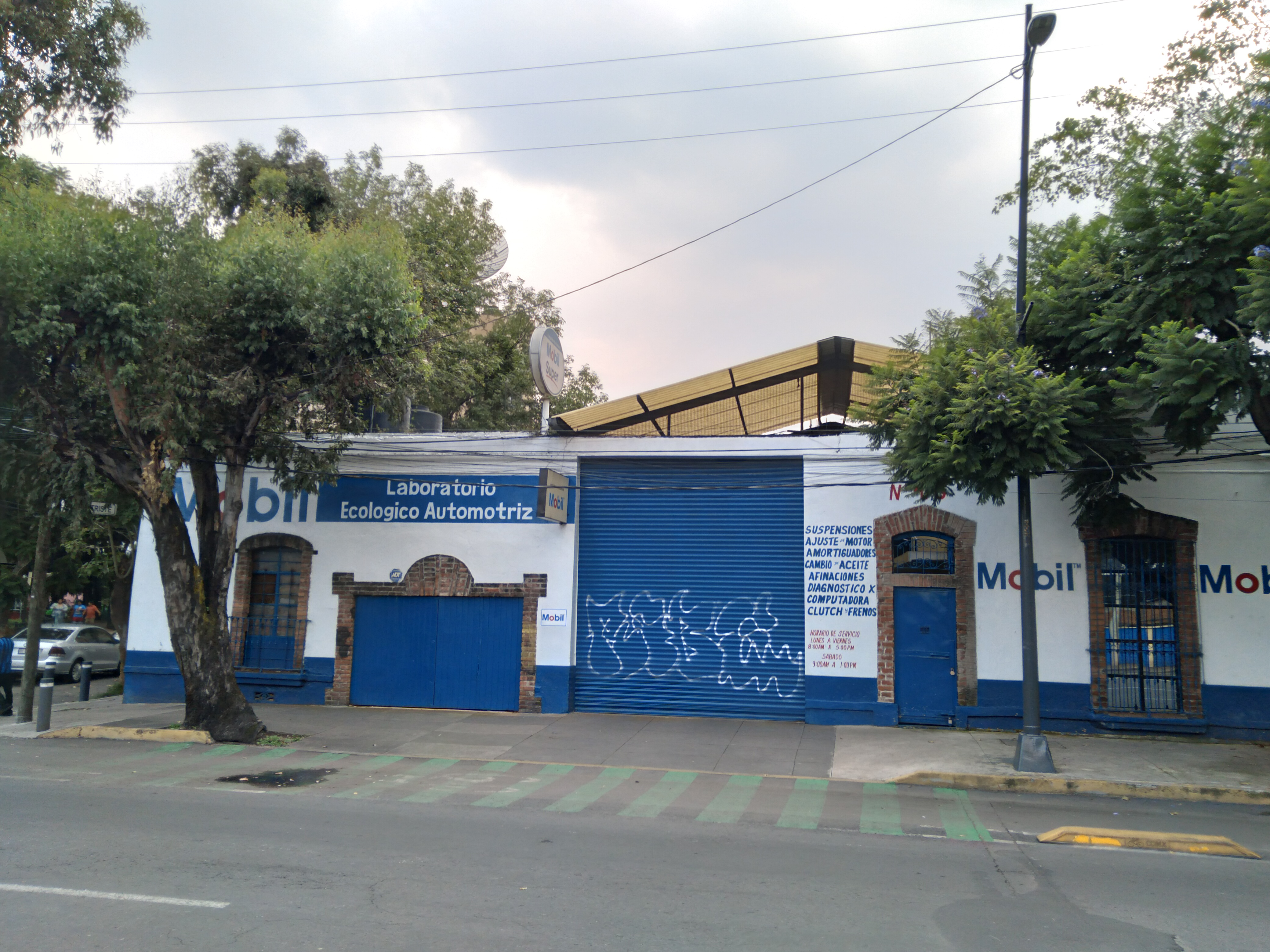
Las caballerizas del antiguo mesón del Jazmín, data del y es el edificio civil más antiguo de Popotla

Es un topónimo náhuatl compuesto por las palabras popotl (carrizo hueco o popote) y el sufijo -tlan (lugar entre), por lo tanto significa "entre carrizos huecos", o "entre popotes".

## Historia
Cercano al poblado ribereño de Tlacopan, Popotla se conoció por ser una zona boscosa, principalmente compuesta por tulares (bosque de ahuehuetes). Durante la Conquista de México, fue en este lugar donde la tradición cuenta que Hernán Cortés, al salir de la ciudad de Tenochtitlán con sus tropas por la Calzada México-Tacuba y observar la derrota sufrida por su ejército a manos de los mexicas. A este hecho le conoció tiempo después como la Noche triste. Junto al ahuehuete al que la tradición le atribuye ese suceso se levantó una pequeña ermita dedicada a San Esteban, que fue demolida en 1900 debido al deterioro en el que se encontraba, y en su lugar se construyó la parroquia de la Virgen del pronto socorro.
Durante el periodo virreinal, la zona se caracterizó por ser productora de hortalizas para la ciudad, templos como San Antonio y Merced de las huertas llevan en su nombre esta actividad Popotla se conformó como pequeño poblado de unos cuantos caseríos hasta finales del siglo XIX y comienzos del siglo XX, siendo en este último periodo cuando a lo largo de la entonces calzada México Tacuba se empezaron a levantar grandes casas de estilo ecléctico y victoriano, las cuales fueron ocupadas como villas de campo o quintas campestres por algunas familias acomodadas de la capital, dadas las cercanías del lugar a los pueblos de la entonces Villa Azcapotzalco y Tacuba.
En 1908 comenzó la construcción del complejo de la escuela normal de profesores, encargada al teniente coronel de ingenieros Porfirio Díaz, hijo del presidente Díaz Fue inaugurado en septiembre de 1910 y permaneció como tal hasta 1918 cuando fue transformado en la nueva sede del Heroico Colegio Militar.

#### Lagentrificaciónde la colonia

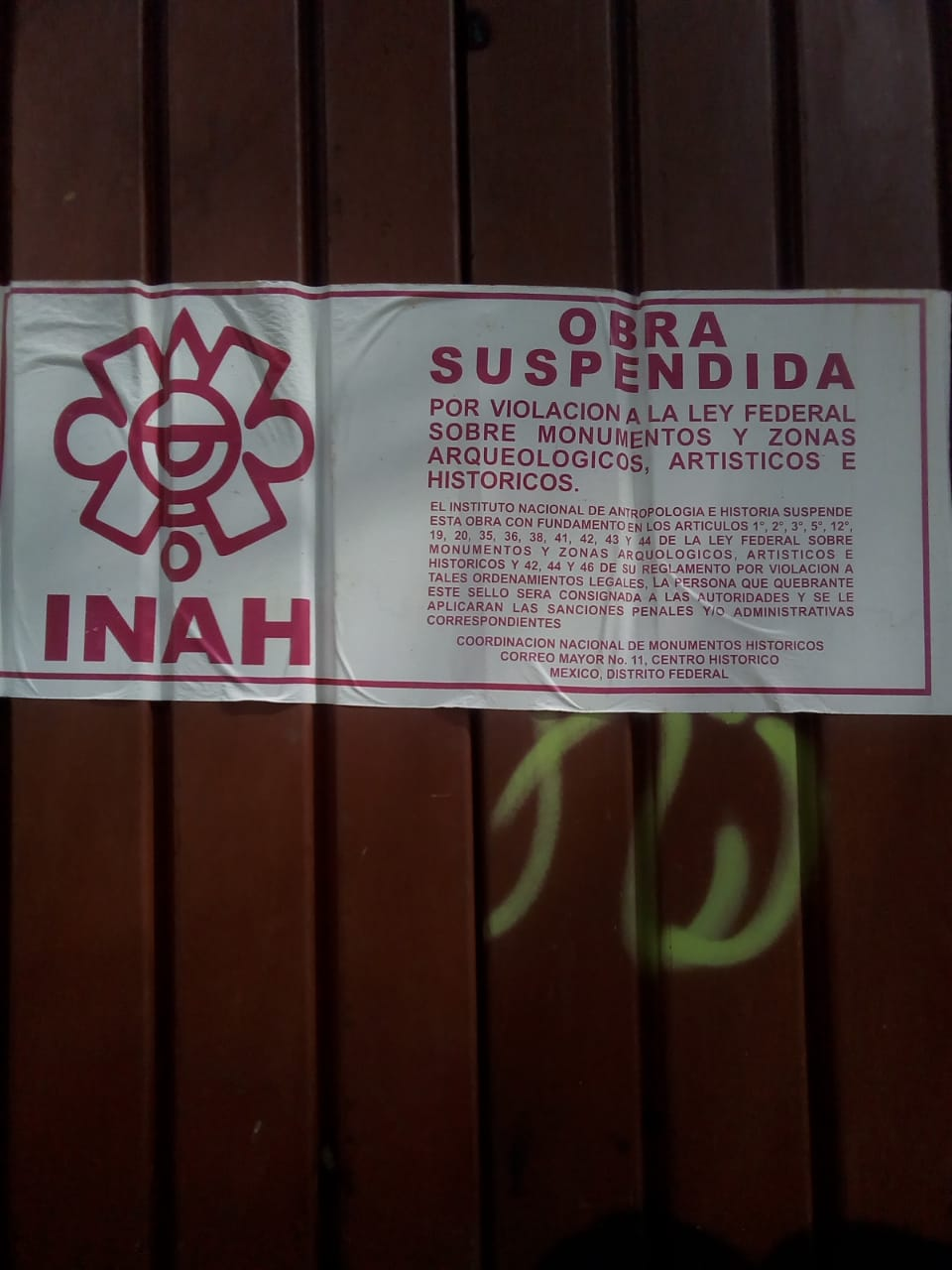
Sello de obra suspendida del INAH. Se destruyó una casona debido al mal proceso de gentrificación. La vivienda se ubicaba en la esquina de la calle Mar Mediterráneo y Mar de Java.

A pesar del valor histórico y artístico de su arquitectura, la colonia ha sufrido modificaciones constantes debido al pésimo y mal organizado proceso de gentrificación que ocasiona el mercado inmobiliario, ocasionando que la zona pierda su esencia, su historia y su incalculable riqueza. A pesar de ello, la colonia conserva una gran parte de sus antiguas casonas y edificios.

## Transporte
En las inmediaciones del barrio se encuentran dos estaciones del Metro de la Ciudad de México. Estas son Popotla y Cuitlahuac, esta última se ubica a cien metros del cruce de la Calzada México-Tacuba y la Avenida General Mariano Escobedo. Ambas corresponden a la línea 

## Principales atractivos
- Los restos del Árbol de la Noche Triste.

- La Capilla de nuestra señora de la Merced de las Huertas.

- La Parroquia de Nuestra Señora del Pronto Socorro.

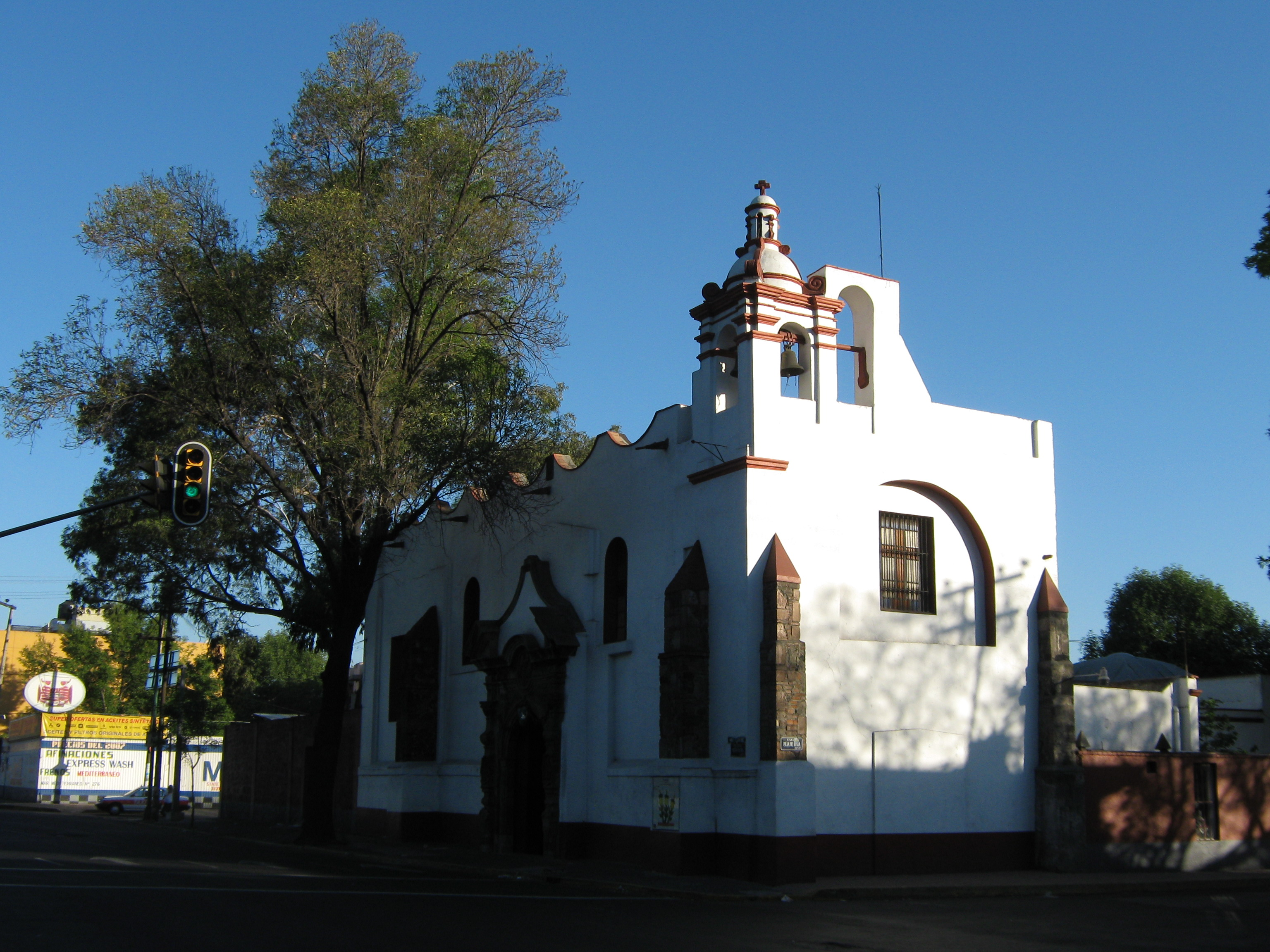
Capilla de Merced de las huertas

- La Casa Cañitas, ubicada en la calle Cañitas 51.[4]

- El jardín Cañitas.

- El mural “Descubrimiento y conquista del Nuevo Mundo” de Arnold Belkin en la Biblioteca Pública Popotla.[1]

- El complejo del antiguo Colegio Militar, actual Universidad del Ejército y Fuerza Aérea Mexicanos.

- El museo de caballería, ubicado en el complejo del antiguo Colegio Militar.

- Las avenidas Mar Mediterráneo y la Calzada México-Tacuba, que conservan algunas de las casonas levantadas durante el Porfiriato.[1]

- Edificio del asilo de la Fundación de Socorros Agustín González de Cosío en Calzada México-Tacuba 570.[5]

Algunos de los atractivos de la colonia Popotla han sido tema de interés para muchos escritores, intelectuales e historiadores; en efecto, tal es el caso del poeta Robert Frost. En el capítulo Poesía en lengua inglesa del programa de televisión Conversaciones con Octavio Paz (producido por Grupo Televisa) el premio Nobel de literatura comentó una anécdota acerca de una entrevista que le hizo a Frost, en el año de 1944:

[...] Hablamos mucho de México porque él me contó que el primer poema que había escrito Robert Frost, cuando era niño, había sido con un tema mexicano; estaba leyendo a Prescott, y al leer la historia de Prescott (History of the Conquest of Mexico) se encuentra con el episodio aquel de La Noche Triste, y esto le produjo tal emoción que escribió su primer poema [...]

## En la cultura popular

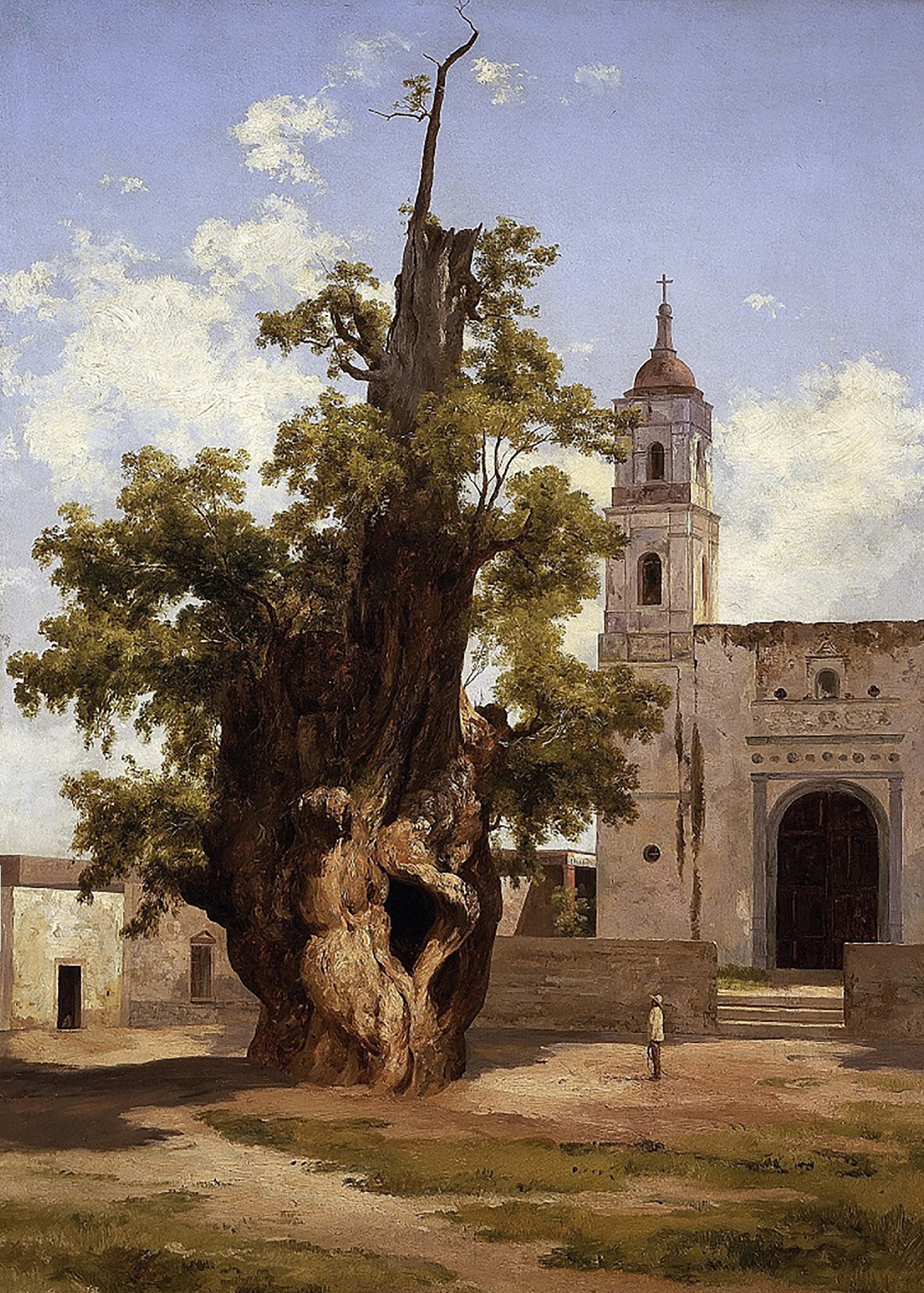
El Ahuehuete de la noche triste, de José María Velasco, 1885.

Las calles, lugares y casonas emblemáticas de la colonia Popotla han sido escenario y objeto de inspiración para diversos productores de cine (tanto los de la llamada Época de Oro del Cine mexicano como los de las etapas posteriores), productores de televisión, escritores, pintores, compositores, entre otros.

#### Pintura
- El pintor español Manuel Ramírez Ibáñez pintó en 1890 la obra titulada  La noche triste de Hernán Cortés, donde se observa a Cortés reposando sobre una roca y al pie del ahuehuete mientras es acompañado por La Malinche. Actualmente se expone en el Museo de Bellas Artes de Badajoz, en Badajoz, España. [7]
- El pintor paisajista José María Velasco pintó la obra titulada El Ahuehuete de la noche triste, la cual data de 1885. En ella se puede observar el icónico árbol donde supuestamente lloró Hernán Cortés su derrota; aparece frente a la ermita dedicada a San Esteban.[8]

- El acuarelista boliviano Ricardo Pérez Alcalá pintó, en 1985, la obra titulada La Tortillería, siendo ganadora del Premio Nacional de la Acuarela Mexicana. El pintor se inspiró en una tortillería ubicada entre las calles Mar Célebes y Mar Mediterráneo. Dicha obra se puede observar en el Museo Nacional de la Acuarela.[9]

#### Televisión
- Algunas de las casonas de la colonia (sobre todo las ubicadas en las calles Mar Mediterráneo y Mar Egeo) han sido constante escenario para la ambientación de telenovelas y series producidas por la cadena Televisa y TV Azteca.
- La colonia ha servido de escenario constante para la ambientación de publicidad y comerciales de televisión.

#### Literatura
- El primer poema que escribió Robert Frost, cuando era niño, estuvo inspirado en el episodio histórico de La Noche Triste.[10]
- Carlos Trejo escribió en 1995 la novela de terror Cañitas. La historia del libro está inspirada en la experiencia paranormal que el propio Trejo vivió junto con su esposa Sofía Cacheux en su casona, ubicada en la calle de Cañitas No.51.[4]

#### Cine
- En 1938 se estrenó la película Dos Cadetes, la cual está ambientada en el Heroico Colegio Militar. La película, la cual está dirigida por René Cardona, cuenta con las actuaciones de Sara García, Julián y Fernando Soler, Carlos López Moctezuma, entre otros.[11]
- En 1951 se estrenó la película Islas Marías, la cual una parte está ambientada en el Heroico Colegio Militar. La película, la cual está dirigida por Emilio Fernández, cuenta con las actuaciones de Pedro Infante, Rosaura Revueltas, Rocío Sagaón, entre otros.

- En 1972 se estrenó la película Cuna de valientes, la cual está ambientada en el Heroico Colegio Militar. La película, la cual está dirigida por Gilberto Martínez Solares, cuenta con las actuaciones de Enrique Rambal, Valentín Trujillo, Viruta, entre otros.[5]

- En 2007 se estrenó la película Cañitas, la cual está basada en el libro escrito por Trejo. La película estuvo dirigida por Julio César Estrada, y fue nominada al Ariel por Mejores efectos especiales.[4]
- En 2023 se estrenó el documental Diana Flores: The Champion of Nextitla, que retrata la vida personal y deportiva de Diana Flores, quarterback y capitana del equipo mexicano de Flag Football, quien nació en Nextitla, colonia hermana de Popotla. El documental, el cual una parte se desenvuelve en dicha colonia, ganó un Emmy Sports en la categoría de Pieza Sobresaliente en Español. [12]

#### Música
- Chava Flores compuso la canción Voy en el Metro. El compositor agregó en la letra algunas de las estaciones del metro de la Ciudad de México, principalmente las de la línea 2, tales como Tacuba, Colegio Militar, Popotla, entre otras.
- La  banda española de folk metal Mago de Oz compuso la canción Árbol de la Noche Triste. La canción se concibió desde una perspectiva muy crítica hacia la figura de Hernán Cortés
- Rolando Alarcón, destacado folclorista, compositor y profesor chileno, compuso la canción El Árbol de la Noche Triste. Aunque no menciona elementos directos del episodio histórico, evoca la atmósfera y la leyenda. La letra describe un árbol solitario donde un hombre dejó el "dibujo de su nombre" hace siglos, y que es conocido como "el árbol de la noche triste".

## Residentes célebres
- Juan Cordero (1824-1884) Destacado pintor perteneciente a la escuela clásica, vivió y murió en Popotla.[13]
- Alfonso Corona del Rosal (1906-2000) Militar, abogado y político. Fue alumno y catedrático en el Colegio Militar de Popotla y regente de la Ciudad de México de 1966 a 1970.
- Guillermo González Camarena (1917-1965) Científico, investigador, ingeniero, doctor en ciencias e inventor mexicano. Inventó un sistema para transmitir televisión en color. Vivió en la calle Mar Mediterráneo 207, en Popotla.
- Carlos Chávez (1899-1978) Destacado compositor, director de orquesta, profesor y periodista. Fue fundador de la Orquesta Sinfónica de México. Nació en Popotla.[14]

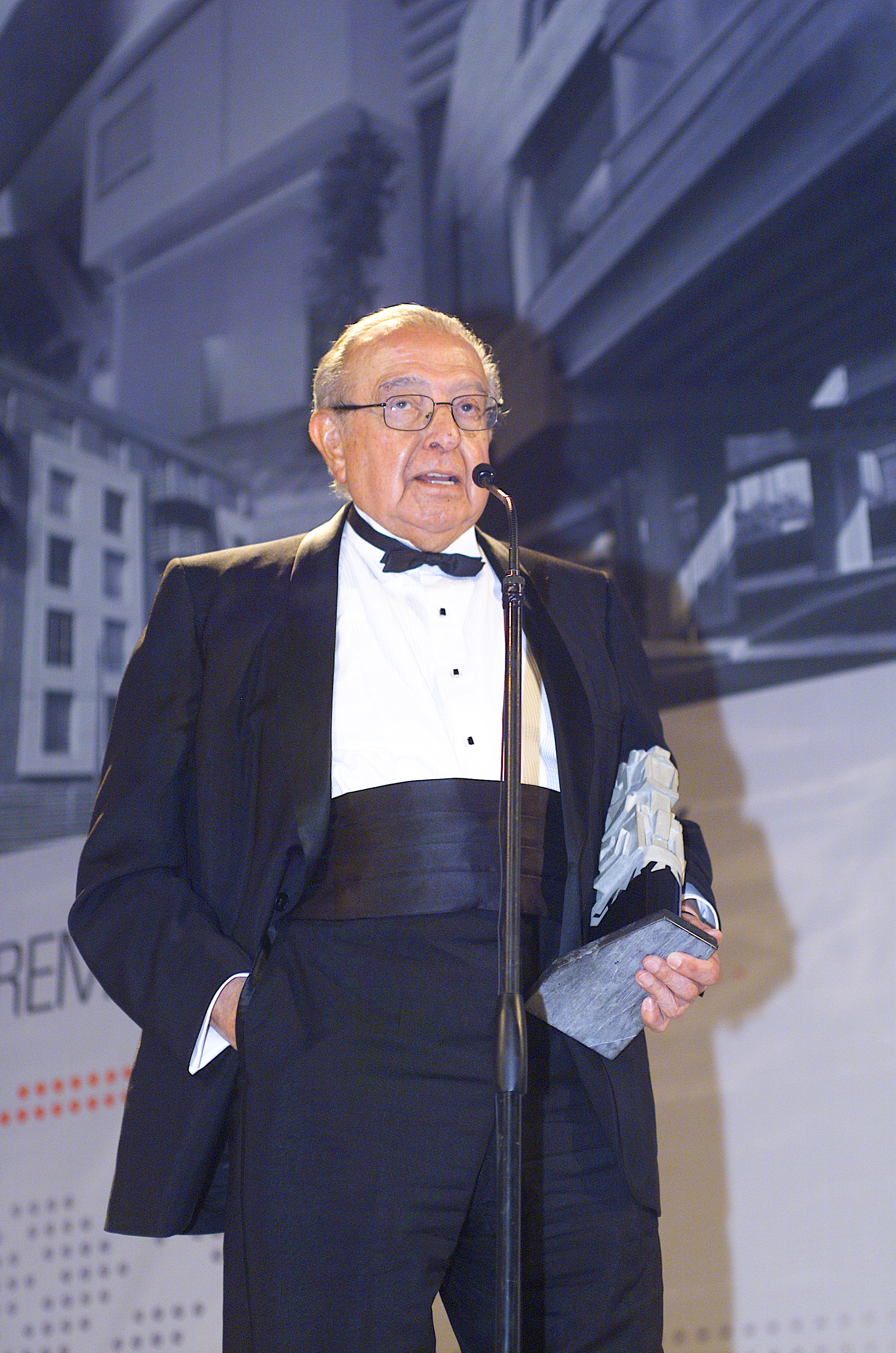
Arquitecto Ramírez Vázquez (1919-2013), nació y vivió en Popotla.

- Victoriano Huerta (1845-1916) Ingeniero y destacado militar, fue presidente de México de 1913 a 1914 como resultado de un golpe de Estado. Poseía una casa de descanso de madera en Popotla.[15]
- René Bejarano (1957) Maestro normalista, maestro universitario y político mexicano. Vivió en la calle Reyna Xochitl, en Popotla.
- Joel Ortega Juárez (1946) Militante libertario independiente, profesor universitario y analista político. Vivió en la calle Mar Adriático 116.[16]
- Pedro Requena Estrada (1807-1894) Político y escritor, gobernador interino de Tabasco de 1840 a 1841. Fue nombrado por el rey Leopoldo I de Bélgica Cónsul de Bélgica en Tabasco. Falleció en Popotla.[17]
- Pedro Ramírez Vázquez (1919-2013) Destacado arquitecto, urbanista y diseñador. Entre sus obras más representativas se encuentran el Estadio Azteca, la Basílica de Guadalupe, el Museo Nacional de Antropología, entre otros. Nació y vivió en la calle Mar Mediterráneo 90-91.[18] Lamentablemente la casona del n.º 91 fue destruida.[19][20]
- Jaime Maussan (1953) Periodista e investigador, su trabajo se enfoca a la denuncia social, medio ambiente y la búsqueda de vida inteligente fuera de nuestro planeta.[20]
- Diana Flores (1997) Destacada quarterback y capitana del equipo mexicano de Flag Football. Nació en Nextitla, colonia ubicada junto a Popotla. [21]
- Gustavo Adolfo Infante (1965) Periodista, presentador y conductor para la cadena Grupo Imagen y Univision. Vivió en la calle Mar Blanco, en Popotla.[22]
- Cynthia Klitbo (1967) Actriz de televisión, cine y teatro. Vivió en la calle Mar Mediterráneo, en Popotla.
- Óscar Fernández Gómez Daza (1926) Ingeniero Civil proveniente de la UNAM quien en 1955 diseñó, en su proyecto de tesis para obtener su título, la pista del Autódromo Hermanos Rodríguez.[23]
- Felipe Llera (1877-1942) Compositor y cantante, autor de las piezas La casita y el sarape de Saltillo.[24] En la calle Mar Arafura hay un jardín nombrado en su honor.[5]
- Carlos Trejo Ávila (1963) Polémico investigador paranormal y escritor de novelas de terror. Vivió en la calle de Cañitas n.º 51.[25]

## Curiosidades
- En 1870, el ahuehuete de La Noche Triste estuvo a punto de ser vendido por parte de las autoridades municipales de Tacuba a un francés, quien tenía la intención de trasladarlo a Inglaterra e instalarlo en algún museo para su exhibición; sin embargo, las autoridades federales evitaron los daños al árbol, y declararon nula la venta.[26]